# Phragmatobia flavida
Phragmatobia flavida är en fjärilsart som beskrevs av Charles Oberthür 1901. Phragmatobia flavida ingår i släktet Phragmatobia och familjen björnspinnare. Inga underarter finns listade.